# Michael Naray
Michael Naray, född 3 augusti 1970, är en australisk bågskytt. Han deltog vid olympiska sommarspelen 2008.